# Charles de Groux
Charles de Groux ou Degroux, né à Comines (France) le 4 août 1825 et mort à Saint-Josse-ten-Noode (Bruxelles) le 30 mars 1870, est un peintre, graveur, lithographe et illustrateur belge. Comme toute sa carrière a eu lieu en Belgique il est généralement désigné comme un artiste belge. Ses représentations de scènes de la vie des personnes défavorisées et de la classe inférieure de son temps le désignent comme le premier peintre du réalisme social en Belgique.

## Biographie

### Jeunesse et formation

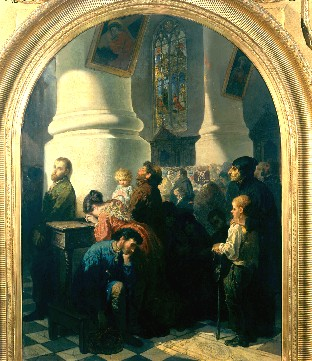
Le banc des pauvres, Charles de Groux, l'une des premières peintures exposées par l'artiste.

Charles Corneille Auguste de Groux naît à Comines, une commune limitrophe de la Belgique dans le département du Nord (59), le 4 août 1825. Il est le huitième de onze enfants de Jean-Baptiste Joseph de Groux, actif dans les rubaneries cominoises, et de Marie Constance Sophie Vandewynckele. Si de premières généalogies relient cette famille à une noblesse bretonne, des études généalogiques plus récentes confirment l'origine flamande de la famille jusqu'au XVIe siècle.  
Son père, actif dans le milieu industriel en plein essor à Comines, employait beaucoup d'ouvriers. Cette proximité avec le milieu ouvrier marque Charles de Groux qui en tire une importante inspiration par la suite. Les années 1830 et 1831 et la crise économique qui les accompagne mettent l'industrie familiale en faillite. La famille s'installe en 1833 à Bruxelles afin « d'occuper un emploi qui lui était offert dans le commerce ».  
Il y fréquente l'école primaire avant de s'inscrire, à l'âge de treize ans, à l'Académie des beaux-arts de Bruxelles de 1838 à 1849,. Il y reçoit une formation artistique classique principalement centrée sur le dessin. Jusqu'en 1840, il apprend les principes généraux en recopiant des gravures. Puis de 1840 à 1843, il apprend à dessiner d'après les moulages de sculpture de l'Antiquité classique chez Jean-Baptiste Van Eycken. Dès 1843, il se retrouve dans la classe de François-Joseph Navez où il travaille d'après modèle vivant. Sa formation s'accompagne de cours d'anatomie, d'étude de la perspective ainsi que sur la composition historique. Il excelle dans cette dernière matière et obtient des prix en fin d'année académique : troisième prix en 1844, second prix en 1845, premier prix en 1846. 
En l'absence de classe de peinture délivrée par l'Académie avant l'année 1849, il participe à des cours privés dans l'atelier du directeur François-Joseph Navez et c'est par son intermédiaire qu'il commence sa carrière d'artiste. Il achève sa formation à l'été 1850 à l'âge de 25 ans et reçoit un premier prix de « peinture d'une composition historique ».  

### Début de carrière
Il fera en 1848 ses débuts officiels au salon de Bruxelles de 1848 où il expose deux scènes bibliques : La dernière chute du Christ et Le Christ au jardin des Oliviers. Au salon d'Anvers de 1849, il expose Le banc des pauvres, considérée comme son premier travail socio-réaliste qu'il espérait pouvoir vendre : « Si, contre toute attente, il trouvait un amateur, je serais très heureux de la  [sic] vendre pour 400 francs ». En 1850, il concourt pour le prix de Rome de peinture. Il  y présente Le Banc des pauvres et arrive en seconde position, derrière Modeste Carlier. 
En avril 1851, il part pour Düsseldorf où il reste un an et se rapproche du mouvement nazaréen. Juste après son arrivée, il peint le tableau Ruth et Noémi qui est exposé au salon de Bruxelles de 1851, une toile directement influencée par l'art de Wilhelm von Schadow.  Il y a probablement découvert l'œuvre des Tendenzmaler, tel Carl Huber qui dénonçait dans ses tableaux l'exploitation des tisserands silésiens. Bien que peu soit connu de son séjour, l'historien Jean-Marie Duvosquel suppose qu'il y découvre également les œuvres d'artistes comme Wilhelm-Joseph Heine et Carl Friedrich Lessing.

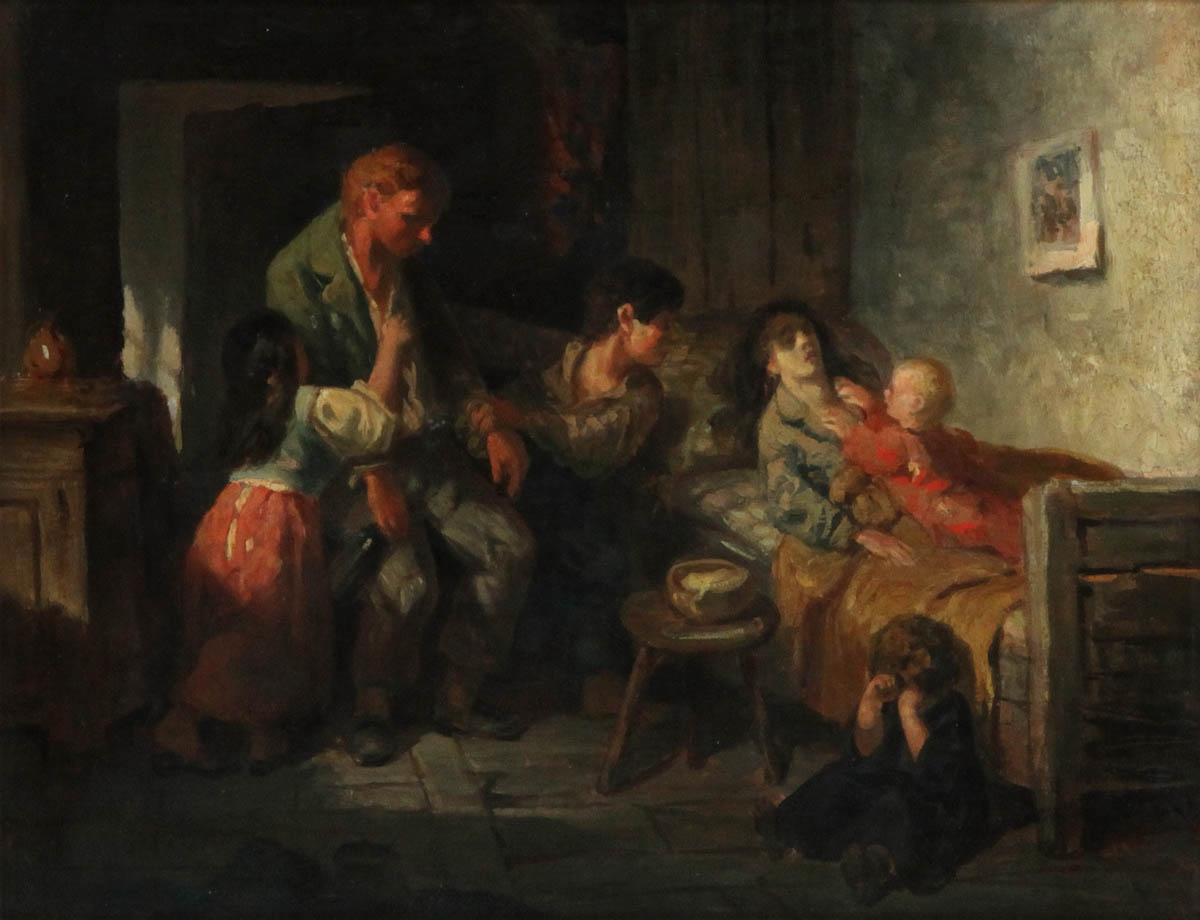
L'Ivrogne, Charles de Groux, 1853, Bruxelles, Musées Royaux des Beaux-Arts.

Un an plus tard, en avril 1852, il s'installe définitivement à Bruxelles et se révèle début 1853 en tant que peintre du socio-réalisme en exposant L'ivrogne dans le local de la Société d'harmonie d'Ixelles. Son tableau est rapidement acheté par Louis Robbe et annonce une série de peintures consacrées aux conditions de vie de la classe populaire ouvrière et rurale. Cette œuvre, qui représente une femme mourante, son mari ivre et leurs jeunes enfants dans une chambre exiguë et mal éclairée, marque une rupture avec le style noble et élégant et les sujets de son maître Navez.
Le 17 novembre 1853, son ancien professeur, Jean-Baptiste Van Eycken, meurt. Ses funérailles lui inspirent plus tard Le dernier adieu qu'il présente durant l'exposition universelle de 1855 avec d'autres œuvres. 
Il devient illustrateur pour le périodique Uylenspiegel fondé par Félicien Rops. Avec Rops, il rencontre Gustave Courbet à plusieurs reprises lors des expositions de ce dernier en Belgique, Allemagne et aux Pays-Bas. L'influence de Courbet sur les choix esthétiques de de Groux est manifeste dès 1853.

### Peintre résolument réaliste

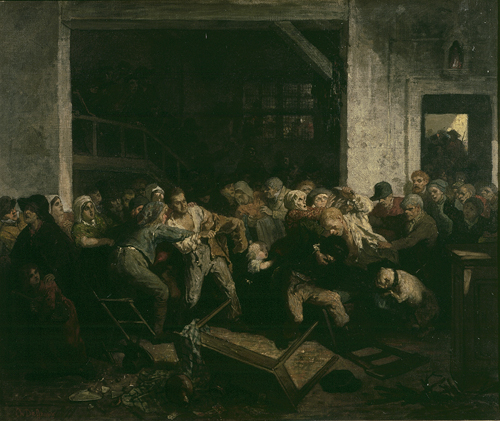
La rixe au cabaret vivement critiquée lors du salon de Bruxelles de 1854.

Au salon de Bruxelles de 1854, il présente un éventail de scènes s'inspirant des conditions de vie précaires du prolétariat tels que Les fainéants, La famille malheureuse, Le mercredi des Centres et Rixe au cabaret. Ces œuvres reçoivent un mauvais accueil de la bourgeoisie qui visite le Salon ainsi que des critiques venant de conservateurs d'art. Ces derniers dénoncent le choix des thèmes et la laideur des personnages : « La rixe au cabaret (...) fait littéralement l'effet d'une grossière tapisserie. Cette peinture rococo est grotesque et remplie de prétention à effet. Rien dans la composition ne rachète le dévergondage de la peinture ». Ses eaux-fortes réalisées en 1854 et 1855 telles que La vieille au bâton, Le mendiant à la flûte ou Le rongeur d'os sont encore plus explicites dans la représentation tourmentée de la souffrance humaine.
En 1855, il participe à l'exposition universelle de 1855 durant laquelle il présente trois peintures : Le dernier adieu, La promenade et L'enfant malade. Les critiques sont encore une fois vives en Belgique : « M. Degroux est un élève de Navez; on croirait plutôt qu'il sort de l'atelier de Courbet. Oubliant les sages leçons de son maître, il s'est enrôlé dans l'école réaliste. Il peint mollement et sa couleur est terne. ». Pourtant, à Paris, les avis se montrent bien plus positifs et le qualifient même du « plus distingué des peintres qui travaillent à Bruxelles ».

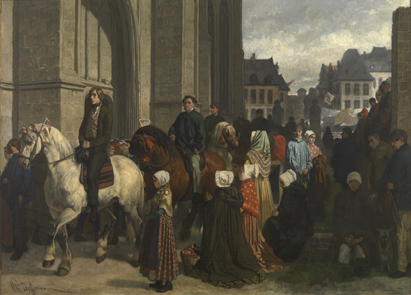
Le pèlerinage à Saint-Guidon, huile sur toile de 1856, Musées Royaux des Beaux-Arts de Belgique.

Il participe pour la première fois au salon de Gand en 1856 et persiste dans le socio-réalisme en proposant le tableau Colin-Maillard décrivant une scène de jeux entre enfants dans un quartier ouvrier. Il prépare en parallèle sa participation au salon de Bruxelles de 1857 pour lequel il prévoit trois toiles de grande dimension contrairement à ses habitudes de travail. Dès 1856, il travaille sur Le pèlerinage à Saint-Guidon, Scène d'hiver et Pèlerinage à Dieghem. Ces trois tableaux lui permettent de gagner une médaille d'or. La notoriété de Charles de Groux lui permet d'ailleurs d'acter la vente de deux de ses tableaux avant l'ouverture du salon.
En 1856 il co-fonde la Société belge des aquarellistes et siège au niveau de la direction,. Il participe aux salons organisés par l'association en présentant chaque année des aquarelles généralement produites d'après ses peintures à l'huile. Il diversifie ses collaborations en intégrant le projet de conception des nouveaux vitraux de la Cathédrale Saints-Michel-et-Gudule de Bruxelles en 1857 sous la houlette de Jean-Baptiste Capronnier.

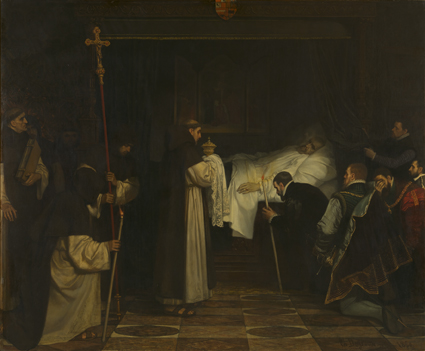
Charles Quint recevant le viatique des mains de Jan Regla, son confesseur aussi nommé Mort de Charles Quint, 1860, Musées Royaux des Beaux-Arts de Belgique.

Lors du salon de Bruxelles de 1860, il se présente cette fois sous un autre style : la peinture d'histoire. Il présente deux œuvres intitulées François Junius prêchant secrètement la réforme à Anvers et Charles-Quint recevant le viatique, deux excellentes compositions habiles et puissantes,. En proposant cette fois des peintures historiques, Charles de Groux parvient à remporter un certain succès auprès du public et des critiques qui lui valurent le surnom de « lion de l'exposition ».
Le 14 décembre 1860, il est décoré chevalier de l'ordre de Léopold. Cet honneur s'ajoute à celui d'être nommé membre du jury pour attribuer le Prix de Rome aux côtés de Nicaise De Keyser et Henri Leys. L'État Belge fait également appel à lui afin d’entamer un projet de décoration murale des Halles aux draps de la ville d'Ypres. Malheureusement, il ne parvient pas à achever ce projet avant son décès et l'ouvrage est détruit durant les bombardements de la Première Guerre mondiale.
Cependant, il abandonne rapidement ce style de peinture pour revenir à son œuvre socio-réaliste. En 1861, il travaille sur son chef-d’œuvre, Le bénédicité. Il présente le tableau au salon d'Anvers de 1861 et fait toujours face à certaines critiques méprisant ses choix thématiques, mais également à de meilleures critiques louant les qualités de l’œuvre. « Une fois qu'on s'est arrêté devant La bénédicité, on est retenu par un charme involontaire. (...) C'est que l'âme de l'artiste a peint ce tableau bien plus que sa main; C'est que sur toutes ces figures simples on retrouve l'empreinte immortelle, c'est que le recueillement de ces fortes natures est profond et sincère; quelque frugal, quelque pauvre que soit le repas qu'on va faire ». Il participe l'année suivante à l'exposition universelle de 1862 à Londres dans laquelle il présente trois tableaux marquants de sa carrière : Mort de Charles Quint, L'adieu et Regrets.
Décoration
 Chevalier de l'ordre de Léopold le 14 décembre 1860.

### Vie privée
Le 22 septembre 1853, à Saint-Josse-ten-Noode, il épouse Jeanne Geyssens (1824 - 1889), de Bruxelles. Deux de ses amis sont témoins : les peintres Gustave Léonard de Jonghe (1829-1893) et Cesare Dell'Acqua (1821-1905).  Sept enfants naissent de leur union : Jean-Baptiste-Henri (1854-1865), Daniel-Charles (1856), Fanny-Louise-Charlotte (1858), Constance-Jeanne-Charlotte (1860), Jules-Gustave-Charles (1864-1865), Henri-Jules-Charles (1866-1930) et Jeanne-Constance-Charlotte (1867).
Les registres de l'état civil nous donnent également une idée de la composition de son entourage puisqu'il fait régulièrement appel à ses amis pour effectuer les déclarations de naissances et de décès de ses enfants. On y retrouve plusieurs artistes tels qu'Edmond Lambrichs, Félix Charpentier, Constantin Meunier, Louis-Pierre Verwée et Ernest Kathelin. Lors des funérailles de son ancien professeur, on peut également noter dans son entourage Auguste Danse, Émile Leclercq et Jean-Baptiste Meunier.

### Fin de vie
À partir de l'année 1862, sa participation aux salons et expositions diminue drastiquement. En cause, son implication dans le projet de peinture murale d'Ypres. Il sollicite toutefois le poste de premier professeur de dessin et de peinture à l'Académie royale des beaux-arts de Bruxelles, mais le poste est attribué à Joseph Stallaert. Cet échec l'affecte d'autant plus qu'il traverse un drame personnel avec le décès de deux de ses fils en l'espace de deux semaines.
De plus, à partir de 1866, sa santé se détériore rapidement et l'empêche de travailler. Il se concentre sur une nouvelle peinture historique, Les bourgeois de Calais devant Edouard III. Cette nouvelle composition est présentée lors de l'exposition universelle de 1867. Sa valeur indicative est la plus élevée de toute l'exposition, fixée à 12 000 francs.
Le 1er mars 1868, il devient membre fondateur de la Société libre des beaux-arts qui organise dès la fin de l'année sa première exposition. Il participe encore au Salon de Gand de 1868 ainsi qu'au Salon de Bruxelles de 1869.
Cardiaque, il meurt le 30 mars 1870 dans l'atelier de son domicile sis au n° 61 de la rue du Moulin à Saint-Josse-ten-Noode, en plein travail, à huit heures du soir,. Dans le milieu artistique, son décès est perçu avec une grande tristesse. Il est enterré le 2 avril 1870 au cimetière de Saint-Josse-ten-Noode. Peu de temps après son décès, sa femme est contrainte d'organiser la vente aux enchères de la majeure partie de son héritage artistique. Deux ans après son décès, le 30 mars 1872, un cénotaphe de Wynand Janssens est inauguré.

## Style

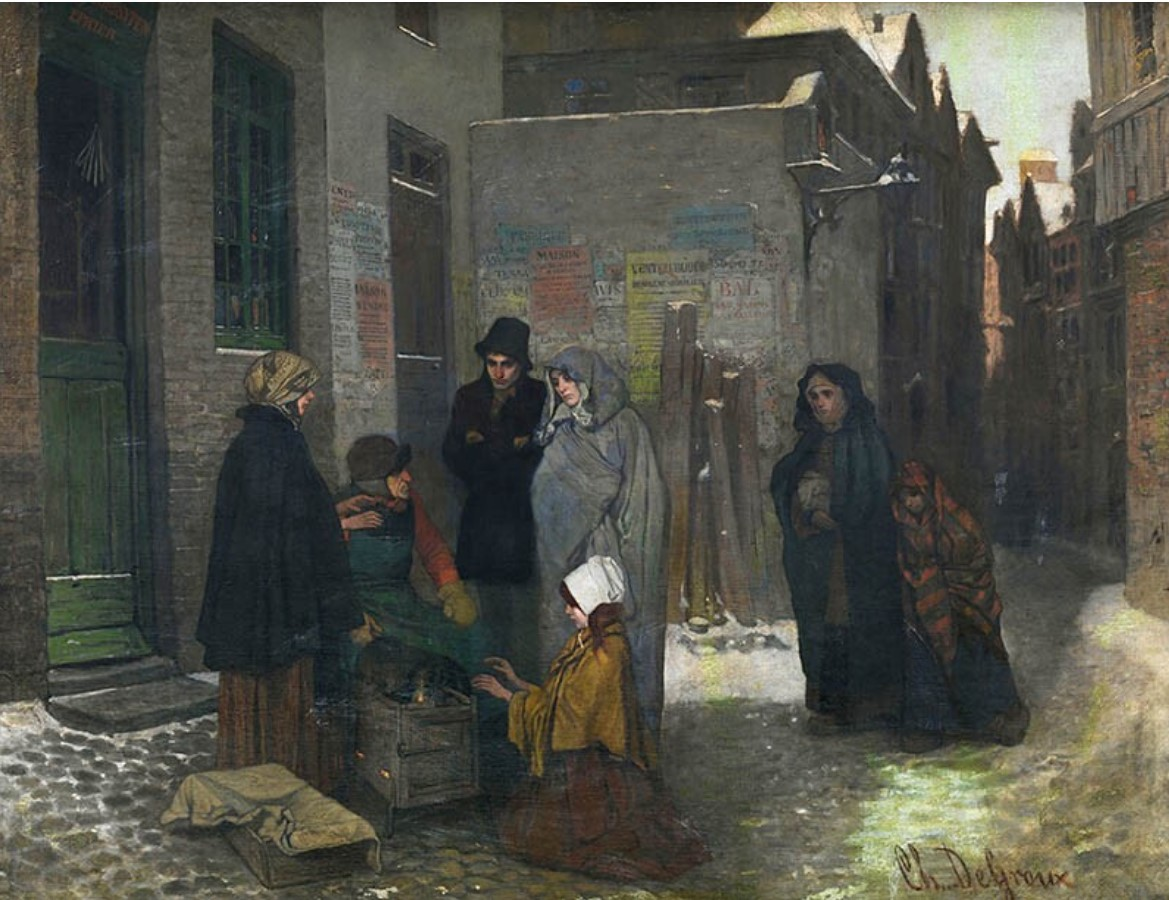
Le Moulin à café, 1857
Musée des Beaux-Arts d'Anvers

Charles de Groux est l'un des premiers artistes socialement engagés, soucieux de dévoiler les conditions de vie misérables du fermier, de l'ouvrier et des gens du peuple dont sa famille tire ses origines. Les historiens considèrent qu'il ne fait pas du réalisme, mais du réalisme social. Cette période artistique débute en 1848 avec la présentation de deux œuvres par Joseph Stevens au Salon de Bruxelles auquel Charles de Groux participe. Alors qu'il y exposait des compositions bibliques dans le style romantique. Ces œuvres l'ont probablement incité à s'initier au réalisme, d'autant que leur thématique faisait directement écho à ses origines familiales, sa mère flamande ayant grandi dans les classes sociales rurales de Flandre Occidentale. Il est également  influencé par Courbet, exposé à Bruxelles en 1851, aussi bien que par des peintres de genre du XVIIe siècle. Le Banc du pauvre conservé par les Musées Royaux des Beaux-Arts à Bruxelles, réalisé en 1849, témoigne de cette orientation nouvelle.  
Ce n'est cependant qu'en 1853 qu'il expose son tableau fermement socio-réaliste. L'Ivrogne, tableau mélodramatique, nous montre un vagabond ivre qui titube en rentrant dans son logis où ses deux enfants le traînent vers le lit dans lequel gît leur mère décédée. Les coloris monochrome brunâtre et sa composition diagonale en fait un tableau proche des petits maîtres néerlandais du XVIIe siècle. Son style réaliste se distingue des toiles monotones, monumentales et objectives de Courbet. Jusqu'en 1857, ses œuvres s'enracinent dans la peinture baroque du nord telles que celles de Jules Breton et Octave Tassaert. 

La peinture allemande joue également un rôle central dans l'évolution des thèmes réalistes de Charles de Groux. Bien qu'il n'y ait aucune preuve qu'il soit officiellement inscrit à l'Académie de Wilhelm von Schadow, il n'en reste pas moins réceptif aux influences de la Tendenzmalerei, une école de peinture de genre politiquement inspirée. Une comparaison entre Le blanc des pauvres de de Groux et La chapelle dans la prison de Wilhelm-Joseph Heine démontre des analogies concernant le sujet, la composition et l'éclairage. 

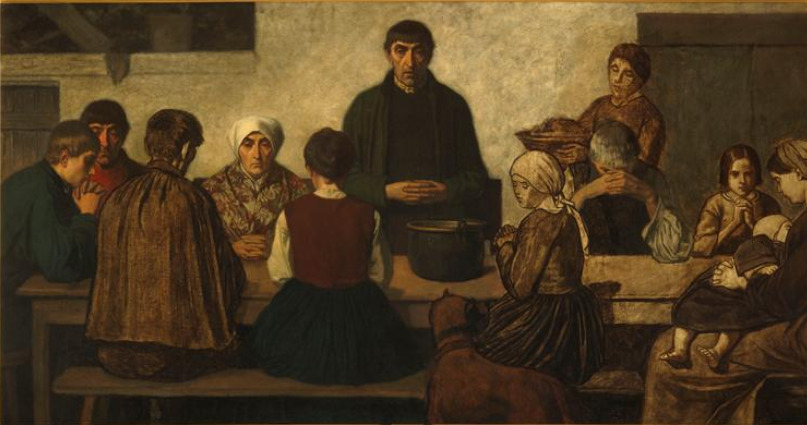
Le bénédicité, 1860, Musée d'Orsay.

Après 1857, il présente des tableaux qui se conforment davantage aux chefs-d’œuvre de Courbet. Ces tableaux de grande taille apportent une tonalité sérieuse et sombre. La stylisation formelle est empruntée à Courbet, tandis que la dimension spirituelle tire racine des primitifs flamands. La vision transcendante de Charles de Groux parvient à influencer les générations suivantes aussi bien dans l'art belge qu'en dehors. Il marque de son influence plusieurs jeunes peintres réalistes, parmi lesquels ses élèves, Constantin Meunier et Eugene Laermans. Vincent van Gogh admirait Le Bénédicité, et Les Mangeurs de pommes de terre s'inspire de cette œuvre.
Les tableaux de de Groux se caractérisent par l'objectivité réaliste avec laquelle il décrit les coutumes et les classes sociales, mais aussi par une intensité émotionnelle et spirituelle qui les distinguent de l'approche profane de Courbet. Ses œuvres réalistes contiennent encore de nombreuses connotations et références religieuses, comme dans Viatique (Les derniers sacrements), et Le Bénédicité dont il a peint plusieurs versions. L'œuvre montre une description solennelle d'une famille paysanne disant la grâce avant le souper. La composition est étroitement liée aux représentations chrétiennes de la Cène.
Certaines scènes rurales présentent parfois un aspect plus anecdotique et sentimental, qui le rattache au romantisme. Il dessine les cartons pour les vitraux retraçant l'histoire du Saint-Sacrement du Miracle, exécuté par J.B. Capronnier pour la cathédrale Saint-Michel à Bruxelles.
Cependant, sa mort inopinée en 1870 ne lui permet pas de participer à l'essor du réalisme dans l'art belge stimulé par la Société libre des Beaux-Arts. L'héritage de son réalisme social est probablement le plus manifeste dans les premières œuvres de l'école de Laethem-Saint-Martin et dans les thématiques des tableaux de Gustave van de Woestijne et Albert Servaes.

## Œuvres principales
En 1995, Jan Dewilde et Jean-Marie Duvosquel entreprennent d'établir le catalogue complet des œuvres de Charles de Groux et parviennent à en lister 334.
- L'ivrogne, 1853, huile sur toile, 68x80 cm, Musées Royaux des Beaux-Arts de Belgique, Bruxelles[34].
- Rixe au cabaret, 1854, huile sur toile, 68x80 cm, Musées Royaux des Beaux-Arts de Belgique, Bruxelles[35].
- Regrets, vers 1862, huile sur toile, 82,5 x 53,5, Société d'Histoire de Comines-Warneton[36].
- Le Moulin à café, 1857, huile sur toile, 118 × 151 cm, Musée royal des beaux-arts d'Anvers[37].
- Pèlerinage à Dieghem, vers 1857, 104x162 cm, Collection privée[38].
- Pèlerinage de Saint Guidon à Anderlecht, 1857, 157x216, Musées Royaux des Beaux-Arts de Belgique, Bruxelles[39].
- Scène d'hiver, vers 1860, huile sur toile, 119 x 78 cm, collection privée[40].
- Les mendiants, vers 1860, huile sur toile, 78 x 51 cm, Société d'Histoire de Comines-Warneton[41].
- Le Bénédicité, vers 1860, huile sur toile, 80 × 154 cm, Musées Royaux des Beaux-Arts de Belgique, Bruxelles.
- Le Bénédicité, 1860-1861, huile sur toile, 77 × 151 cm, Musée d'Orsay, Paris[42]
- Charles Quint recevant le viatique des mains de Jean Regla, son confesseur, 1860, 197x238, Musées Royaux des Beaux-Arts de Belgique, Bruxelles[43].
- Les bourgeois de Calais devant Edouard III, 1867, huile sur toile, collection privée[44].